# Нојлусхајм
Нојлусхајм (њем. Neulußheim) општина је у њемачкој савезној држави Баден-Виртемберг. Једно је од 54 општинска средишта округа Рајн-Некар. Према процјени из 2010. у општини је живјело 6.653 становника. Посједује регионалну шифру (AGS) 8226059.

## Географски и демографски подаци
Нојлусхајм се налази у савезној држави Баден-Виртемберг у округу Рајн-Некар. Општина се налази на надморској висини од 105 метара. Површина општине износи 3,4 km². У самом мјесту је, према процјени из 2010. године, живјело 6.653 становника. Просјечна густина становништва износи 1.963 становника/km².